# Perino da Tortona
Perino da Tortona o Perino Camera (o Cameri) (Tortona, 1360 circa – Tortona, 12 agosto 1426) è stato un nobile e condottiero italiano, signore di Carbonara, Monleale e Volpedo.

## Biografia
Figlio di Giacomo, del ramo tortonese della famiglia Camera di Acqui, signori di Melazzo, nacque a Tortona intorno al 1360.
Come soldato di ventura partecipò all'assedio di Padova del 1388, sotto il comando di Jacopo Dal Verme, al comando di 800 lance, e, sempre con il Dal Verme, nell'estate 1391, partecipò alla disfatta delle truppe di Jean d'Armagnac nella battaglia di Alessandria. Nel 1398 combatté al fianco di Muzio Attendolo Sforza nella difesa di Perugia contro il ducato di Milano, dividendosi il comando di 100 lance. Nonostante l'iniziale vittoria, Perugia nel 1400 cadde nelle mani del duca di Milano Gian Galeazzo Visconti, al cui servizio passarono entrambi, ma nel 1401 Perino denunciò lo Sforza come guelfo al duca, allo scopo di tenere per sé le 100 lance.
Alla morte di Gian Galeazzo, nel 1402, Perino si trovava nel tortonese, impegnato a sedare le rivolte contro i Visconti e per questo ricevette il feudo di Carbonara nel 1406 dal nuovo duca Filippo Maria Visconti.
Nel 1407 il duca nominò Perino difensore della città di Tortona, ma il compenso accordato dal duca non bastò a far fronte alle spese di difesa, perciò la cittadinanza dovette integrarne il compenso con una tassa. Ciononostante, nel 1408 le famiglie ghibelline tortonesi chiesero al capitano Perino di rimanere a difesa del tortonese, dove il capitano mise su casa sposando Isabella Spinola.
Nel 1412, essendo continuato a crescere il debito del duca nei confronti di Perino, il Visconti decise di saldare il capitano cedendogli il feudo di Volpedo, valutato 6 000 fiorini. Tale cifra però non si dimostrò sufficiente e, appena due mesi dopo, nel gennaio 1403, il duca fu costretto a cedere a Perino anche il feudo di Monleale, valutato 1 500 fiorini.
Nel periodo successivo combatté al fianco del Carmagnola e, data la sua fama, venne incaricato di fare da arbitro per una contesa sullo sfruttamento delle acque tra i comuni tortonesi di Castellaro e Volpeglino da una parte e Viguzzolo dall'altra.
Nell'ottobre del 1425 si ritrovò a combattere a Faenza, dove venne «sbalzato di sella e catturato» in un'azione. Riportato a Tortona, Perino, probabilmente per le gravi ferite, decise di fare testamento, lasciando il feudo di Volpedo alla Fabbrica del Duomo di Milano, con il vincolo di non poterlo cedere mai, pena il ritorno ai suoi eredi. I feudi rimanenti verranno ceduti in seguito dal figlio Anton Giorgio, che manterrà solo Monleale come residenza.
Perino morì il 12 agosto 1426, a causa delle ferite riportate nella caduta.